# Desmopsis lanceolata
Desmopsis lanceolata Lundell – gatunek rośliny z rodziny flaszowcowatych (Annonaceae Juss.). Występuje naturalnie w Gwatemali oraz Meksyku (w stanach Chiapas i Oaxaca). 

## Morfologia
PokrójZimozielone drzewo lub krzew dorastające do 2,5–8 m wysokości.
LiścieMają eliptyczny kształt. Mierzą 2,7–13,5 cm długości oraz 0,7–4,2 cm szerokości. Nasada liścia jest ostrokątna lub klinowa. Liść na brzegu jest całobrzegi. Wierzchołek jest ostry lub spiczasty. Ogonek liściowy jest owłosiony i dorasta do 3–6 mm długości.
KwiatyZebrane po 2 w pęczki. Rozwijają się w kątach pędów. Działki kielicha mają owalny kształt i dorastają do 2–3 mm długości. Płatki mają kształt od podłużnego do równowąskiego i osiągają do 18–20 mm długości. Kwiaty mają około 40–45 pręcików i 5–9 słupków.
OwocePojedyncze. Osiągają 21–38 mm długości. Osadzone są na szypułkach.

## Biologia i ekologia
Rośnie w lasach. Występuje na wysokości do 1500 m n.p.m.